# Толмачёва, Татьяна Александровна
Татья́на Алекса́ндровна Толмачёва (в девичестве Гранаткина (21 января 1907, Московская губерния — 21 октября 1998, Москва) — советская фигуристка, тренер, основоположница советской школы фигурного катания. Заслуженный мастер спорта СССР (1939). Заслуженный работник культуры РСФСР (1969).

## Биография
Родилась в селе Рыболово Бронницкого уезда Московской губернии (ныне — деревня Раменского района Московской области). Из спортивной семьи (брат — футболист и хоккеист В. А. Гранаткин).
Начинала кататься как одиночница. С 1929 представляла «Динамо». С начала 1930-х выступала и в парном катании с А. Ф. Толмачёвым. По причине неучастия СССР в международных соревнованиях Толмачёва имела возможность выступать только на Всесоюзных.
Спортивные результаты её вследствие их давности, по разным данным, очень отличаются. Федерация фигурного катания России приводит данные о семи победах в одиночном катании и о восьми — в парном, о завершении выступлений в 1946. «Динамо» — указывает, что она была 10-кратной чемпионкой СССР вплоть до 1952, но лишь 2-кратной в одиночном катании. На её могиле указано, что она была 13-кратной чемпионкой.
При более точном исследовании можно установить, что в одиночном катании Т. Гранаткина, возможно, была чемпионкой СССР до 7 раз — в 1931—1937 (в некоторые годы первенство не проводилось), в парном катании 10 раз — в 1937 (поделили 1-е место с Р. Новожиловой — Б. Гандельсманом), 1938, 1941 и подряд в 1945—1951, и всё же эти данные окончательно не уточнены. Однако в любом случае в целом Толмачёва (Гранаткина) выиграла чемпионат СССР абсолютно рекордное количество раз (до 18).
В 1937 году вышла замуж за партнёра по паре — А. Ф. Толмачёва, в 1938 родила сына Александра.
Ещё до окончания выступлений стала тренером, затем (в 1946) создав секцию (впоследствии — СДЮШОР) на Станции (впоследствии — Стадионе) юных пионеров. Стала одной из основоположников (наряду с Н. А. Паниным-Коломенкиным) советской школы фигурного катания. Подготовила больше десятка чемпионов СССР, а затем Европы и мира: Александр Веденин, Галина Гржибовская (Кухар), И. Гришкова, Валентин Захаров, Нонна Картавенко (Нестегина), Татьяна Немцова, Е. Осипова (Чайковская), Л. Пахомова, Елена Щеглова, Сергей Четверухин, В. Ковалёв и др.
Часто была судьёй на международных соревнованиях и соревнованиях в СССР: в парном катании на Олимпиаде в 1968, на чемпионатах мира (в том числе в 1962, 1965—1967) и Европы (1960, 1962, 1968), в мужском одиночном (например на чемпионате Европы 1960) и женском одиночном (например, на чемпионате Европы 1969) катании.
Окончила высшую школу тренеров (ВШТ).
Урна с прахом захоронена на Алексеевском кладбище.

## Награды
- Орден «Знак Почёта» (27.04.1957) — «за успехи, достигнутые в деле развития массового физкультурного движения в стране, повышения мастерства советских спортсменов, и успешное выступление на международных соревнованиях»
- Орден Почёта (25.08.1997)